# Radio Courtoisie
Radio Courtoisie is een ongesubsidieerde Franse radiozender, die volledig wordt bekostigd door de vrijwillige bijdragen van de luisteraars.
De zender werd in 1987 opgericht door de in oktober 2006 overleden Jean Ferré, die met Radio Courtoisie een podium wilde bieden aan alle rechtse stromingen in Frankrijk.
Op deze radio komen zowel rechtse republikeinen als monarchisten aan het woord, zowel traditionele christenen als heidenen, zowel nationalisten, overtuigde Europeanen als atlantisten.

## Prix Jean-Ferré
De Prix Daudet is een literaire prijs die sinds 1997 jaarlijks wordt toegekend aan de persoon die naar de mening van de luisteraars van Radio Courtoisie in de laatste drie jaar het meest voor de Franse taal heeft betekend.
De prijs is vernoemd naar Alphonse Daudet en diens oudste zoon Léon Daudet.
Sinds 2007 heet de prijs niet langer Prix Daudet maar Prix Jean Ferré.